# 호세 이스베르트역
호세 이스베르트 역(스페인어: José Isbert)은 마드리드 경전철 3호선의 역이다. 마드리드 지방 포수엘로데알라르콘 시의 시우다드데라이마헨 지역에 있는 호세 이스베르트 거리 부근에 위치해 있다. 요금구역상으로는 B1구역에 속한다.

## 역사
2007년 7월 27일 마드리드 경전철 3호선의 개통과 함께 문을 열었다.

## 환승 정보
역 주변에 시외버스 정류장이 한 곳 있다.
버스
- 시외버스
  - 572번 노선 (주간)
  - N905번 노선 (야간)

경전철
| 마드리드 경전철                       | 마드리드 경전철       | 마드리드 경전철                       |
| ------------------------------------- | --------------------- | ------------------------------------- |
| 시우다드 데 라 이마헨 콜로니아 하르딘 | 마드리드 경전철 3호선 | 시우다드 델 시네 푸에르타 데 보아디야 |